# The Resistance: Rise of The Runaways
The Resistance: Rise of The Runaways es el segundo álbum de estudio de la banda estadounidense de metalcore Crown the Empire. El álbum fue lanzado el 22 de julio de 2014 a través de Rise Records y fue producido por Dan Korneff. Es el primer álbum de la banda que no presenta al tecladista Austin Duncan, así como el último álbum que presenta al guitarrista principal Benn Suede, quien dejó la banda en 2015. También es el último álbum conceptual que ha escrito la banda.

## Antecedentes y grabación
El sello de la banda, Rise Records, anunció que irían a un estudio en Michigan el 3 de enero de 2014, con Joey Sturgis produciendo el álbum. Más tarde, el mes siguiente, la banda lanzó un adelanto de una nueva canción que aparecerá en el álbum. El mismo mes publicaron un comunicado revelando que habían terminado de grabar la batería y continuaban con los otros instrumentos, y también que el productor Dan Korneff también ayudaría en la producción de la banda.

## Lanzamiento y promoción
El álbum fue anunciado oficialmente el 18 de junio por la banda y recibió el título The Resistance: Rise of The Runaways, una fecha de lanzamiento el 22 de julio y también se lanzó su arte. El anuncio se realizó en el canal oficial de YouTube de Rise Records con un avance que, junto con el título, la fecha de lanzamiento y el arte, también contenía un avance de una pista del próximo álbum. Un día después, se lanzaron el primer sencillo y la segunda canción, "Initiation".
Después del lanzamiento del álbum, la banda apoyó a la banda de rock británica Asking Alexandria en el Reino Unido durante octubre y noviembre.

## Lista de canciones
Todas las canciones escritas y compuestas por Crown the Empire, Brendan Barone y Bennett Vogelman. 
| N.º | Título                         | Duración |  |
| 1.  | «A Call to Arms (Act I)»       | 3:01     |  |
| 2.  | «Initiation»                   | 4:40     |  |
| 3.  | «Millennia»                    | 3:44     |  |
| 4.  | «Machines»                     | 4:29     |  |
| 5.  | «The Wolves of Paris (Act II)» | 1:42     |  |
| 6.  | «MNSTR»                        | 3:29     |  |
| 7.  | «Second Thoughts»              | 3:42     |  |
| 8.  | «Maniacal Me»                  | 3:33     |  |
| 9.  | «Satellites (Act III)»         | 2:07     |  |
| 10. | «Rise of the Runaways»         | 3:35     |  |
| 11. | «Bloodline»                    | 4:20     |  |
| 12. | «The Phoenix Reborn»           | 5:45     |  |
| 13. | «Johnny's Rebellion»           | 6:45     |  |

| Edición de lujo |                          |          |  |
| N.º             | Título                   | Duración |  |
| 14.             | «Prisoners of War»       | 3:55     |  |
| 15.             | «Cross Our Bones»        | 3:25     |  |
| 16.             | «Machines» (re-invented) | 4:02     |  |
| 17.             | «Millennia» (acústico)   | 4:03     |  |

## Posicionamiento en lista
| Lista (2014)                          | Posición |
| ------------------------------------- | -------- |
| Estados Unidos (Billboard 200)        | 7        |
| Estados Unidos (Top Hard Rock Albums) | 1        |
| Estados Unidos (Independent Albums)   | 1        |
| Estados Unidos (Top Rock Albums)      | 1        |
| Reino Unido (UK Albums Chart)         | 184      |
| Reino Unido (UK Rock & Metal Albums)  | 16       |

## Personal
Crown the Empire
- Andrew "Andy Leo" Rockhold - voz principal, teclados, programación
- Dave Escamilla - co-voz principal, guitarra adicional en "Rise of the Runaways"
- Bennett "Benn Suede" Vogelman: guitarra principal, coros, producción adicional, mezcla
- Brandon Hoover – guitarra rítmica, coros
- Hayden Tree - bajo
- Brent Taddie - batería, percusión